# Біафра
Республіка Біафра (англ. Republic of Biafra, ігбо Bịafra) — частково визнана держава у південно-східній частині Нігерії, що існувала з 30 травня 1967 року (дата проголошення незалежності) до 15 січня 1970 року. Держава не була визнана ООН. Біафра була офіційно визнана Габоном, Гаїті, Кот-д'Івуаром, Танзанією та Замбією, а також отримала de facto визнання та таємну військову підтримку від Франції, Португалії, Ізраїлю, Південної Африки та Родезії.

## Адміністративно-територіальний поділ
Територія самопроголошеної держави становила 76 400 км². Столицею було місто Енугу з населенням 180 тисяч осіб. В адміністративно-територіальному відношенні республіка ділилася на 25 провінцій.

## Населення

територія Біафри в червні 1967

Населення країни станом на 1966 рік становило близько 14 млн осіб. Домінуюча народність — ігбо. Також на території країни проживали такі народності як: ібібіо (на кордоні з Камеруном), іджо (дельта ріки Нігер) та інші. Офіційні мови — англійська та ігбо. Релігія — християнство та анімізм.

## Історія Республіки Біафра
Нігерія, як і більшість африканських країн, - була штучним утворенням, створеним Британською імперією, яка не враховувала релігійні, лінгвістичні та етнічні відмінності своїх народностей. У момент отримання незалежності від Великої Британії в 1960 році населення Нігерії становило 60 мільйонів осіб і налічувало близько 300 різних етнічних та культурних груп, три з яких були домінантними:
- ігбо (бо) (60 — 70% населення на південному сході країни);
- хауса-фулани (приблизно 65% народів на півночі країни );
- йоруба (75% населення у південно-західній частині країни).

Протягом колоніального періоду британська політична ідеологія поділу Нігерії на Північ, Захід і Схід посилювалася економічним, політичним та соціальним суперництвом між різними етнічними групами Нігерії. 1947 року була введена конституція Річардса (губернатор Нігерії), за якою Нігерія була розділена на 3 адміністративні області, керовані місцевими органами влади:
- Західна Нігерія (столиця — Ібадан);
- Східна Нігерія (столиця — Енугу);
- Північна Нігерія (столиця — Кадуна).

Принцип регіоналізації було закріплено в подальших конституційних реформах: реформи 1951 року — Макферсона (губернатора Нігерії) та реформи 1954 року — Літлтона (міністра колоній Великої Британії). Конституція Макферсона передбачала формування регіональних урядів із представників численнішої партії.
Населення Півночі було численнішим, яке сумарно становило більшу частку в порівнянні з населенням інших областей. В результаті це надало перевагу північній області у федеральному законодавчому органі, оскільки за ними було закріплено більше місць. У межах кожної з цих трьох областей домінантні етнічні групи (хауса-фулани, йоруба і ігбо) сформували політичні партії, які були значною мірою регіональними та племінними:
- Північний Народний Конгрес (РНК) на Півночі;
- Група дії на Заході (ГД);
- Національна Рада Нігерії та Камеруну (з 1959 року — Національна Рада Нігерійських громадян — НСНГ) на Сході.

Перший уряд незалежної Нігерії формувався з коаліції партій НСНГ і РНК, прем'єр-міністром якого став представник РНК - Абубакар Тафава Балева.
Після проголошення Нігерії республікою в 1963 рокці, пост президента зайняв Ннамді Азіківе (представник НСНГ). Опозиція була представлена Групою дії на чолі з Обафемі Аволово. Регіональні уряди очолили: на Півночі — лідер РНК (Ахмаду Белло), на Заході — С. Акінтола, з Групи дії і на Сході — представник НСНГ (М. Окпара).
У 1963 році на території східної частини Західної Нігерії була утворена четверта область - Середньо-західна. На виборах 1964 року в цьому регіоні перемогу здобула партія НСНГ.
Після отримання незалежності в 1960 році, Нігерія стала вважатися державою з репутацією «вітринної демократії» та економічної стабільності на континенті. Спроби Півночі забезпечити контроль над країною через інтенсифікацію опозиції з боку Заходу та Сходу призвели до масових заворушень та пов'язаного з цим насильства.
15 січня 1966 року молодші офіцери ігбо на чолі з майором Кадуна Нзеогву вбили одночасно всіх політичних лідерів — Балєва у Лагосі, Акінтолу в Ібадані та Белло у Кадуні. Разом з цим, було вбито найвищих офіцерів північного походження. Путч був зірваний у зв'язку з тим, що частина військових відмовилася підтримати бунтівників. Лідера заколоту К. Нзеогву було заарештовано.
Командувач армії генерал-майор Джонсон Агуійі Іронсі (етнічний ігбо) навів лад і став главою тимчасового керівництва. Він призначив військових губернаторів у провінціях з широкими повноваженнями та офіцерів на міністерські пости. Політичні партії були заборонені, а дію конституції - призупинено. Вбивство та фаворитизм Іронсі до ігбо спричинили потужну негативну реакцію жителів півночі, які вважали, що переворот «не був шляхом до єдності, а лише змовою ігбо у надії домінувати над країною». Серед усіх жертв було вбито лише одного представника ігбо, в той час як жителів півночі - переважність.
Положення південців на Півночі було дуже не стабільним. 24 травня 1966 року військовий уряд Іронсі випустив декрет, що скасовував федеративну структуру Нігерії. Декрет викликав різку, негативну реакцію у Північній Нігерії. 29 травня 1966 року тисячі вихідців зі Сходу, які проживають на Півночі, були вбиті під час погромів, що почалися з відома місцевої влади. Уряд Іронсі оголосив про створення трибуналу з метою вивчення причин масових вбивств та пограбувань на Півночі, а також виплати компенсацій жертвам погромів. Північні еміри оголосили про намір відокремити Північну Нігерію від федерації.
29 липня 1966 року, за чотири дні до початку роботи трибуналу, жителі півночі вчинили контрпереворот, під час якого Іронсі, а також військовий губернатор Західної Нігерії майор Адекунле Фаджуі, - були вбиті у місті Ібадан. Новим главою військового режиму став підполковник (згодом — генерал-майор) Якубу Дан-Юмма Говона. Основу піхоти у військах становили жителі півночі, що незабаром спричинило міжусобиці по всіх казармах між солдатами. Після цього заколотники поголовно перебили всіх ігбо, які займали офіцерські посади у генеральному штабі Нігерії. Всього було вбито близько 400 чиновників ігбо. Говон негайно відновив федеральну структуру Нігерії відповідно до вимог політичної еліти Півночі.
29 вересня 1966 року погром вихідців зі Сходу було відновлено. 30 тисяч східних нігерійців, які проживали на Півночі, на Заході та в Лагосі, були вбиті. Всього у погромах 1966 року було вбито 40-50 тисяч ігбо та ще близько 2-х мільйонів втекло на Схід, після того як їх майно та будинки були зруйновані. До 1966 року приблизно 1 мільйон 300 тисяч ігбо проживали на Півночі, ще 500 тисяч — на Заході. Дані процеси породили міграцію вихідців ігбо з Півночі зі Східної області.
Відкриття обширних запасів нафти у дельті річки Нігер на півдні країни дозволило південному сходу Нігерії стати економічно самостійним. Однак вигнання представників ігбо з влади викликало побоювання, що доходи від видобутку нафти будуть використовуватися і поділені - несправедливо.
Після погрому ігбо на Півночі, у вересні 1966 року, в Східній Нігерії почали рости сепаратистські настрої. Лідери ігбо закликали до повернення всіх ігбо на свою історичну батьківщину - на терени східної Нігерії.
Військовий губернатор Східної області (з січня 1966 року) підполковник Одумегву Оджукву (ігбо за національністю) наполягав на конфедеративному устрої для Нігерії (федеральний уряд повинен бути зменшений до секретаріату, щоб підтримувати економічні відносини між майже повністю окремими державами).
9 серпня 1966 року на зустрічі представників військових губернаторів у Лагосі було ухвалено рішення, за яким для відновлення миру і проведення конституційних переговорів необхідно репатріювати всі війська до області їх походження. Це рішення не було повністю здійснено.
12 вересня у Лагосі розпочала роботу Спеціальна конституційна конференція, що складалася з делегатів, які представляли всі області Нігерії, з метою розробки форми збереження єдності Нігерії. Представники Східної Нігерії бойкотували конференцію (основна умова Оджукву для участі в її роботі — виведення всіх північних військ з Лагосу та припинення погромів ігбо на Півночі).
4 і 5 січня 1967 року у місті Абурі (Гана) пройшов саміт військових керівників Нігерії, на якому різні політичні сили Нігерії погодилися з концепцією децентралізації та регіональної автономізації Нігерії. Говон був присутній на саміті та навіть погодився підписати заключну версію меморандуму про децентралізацію. Однак, повернувшись назад до Нігерії, він дезавуював свої слова.
На початок 1967 року Оджукву ухвалив рішення про відділення від нігерійської федерації та заснування власної незалежної держави. У березні 1967 року уряд Східної області оголосив, що всі доходи, зібрані від імені федерального уряду, будуть залишені на потреби Східної області. Федеральний уряд відмовився виплатити зарплату державним службовцям, які припинили виконувати свої обов'язки. Крім того, федеральний уряд відмовилося виплатити Сходу його встановлену законом частку доходів. На Сході почалися захоплення федерального майна. У відповідь уряд Говона встановив морську блокаду регіону.
У травні 1967 року була зроблена остання спроба мирного врегулювання. Я. Говон запропонував скасувати економічні санкції проти Сходу та організувати зустріч регіональних військових губернаторів за умови, що британські війська гарантують безпеку зустрічі. Оджукву відхилив цю пропозицію.
Формальним приводом до проголошення незалежності став декрет федерального уряду від 27 травня 1967 року, за яким скасовувався поділ країни на чотири провінції, а замість них вводилися 12 штатів (Північна область була розділена на шість штатів, Східна на три, Західна на два). Нові штати збігалися з природними етнічними територіальними утвореннями. Схід було розділено таким чином, що запаси нафти виявилися розташовані у штатах без більшості ігбо. Відповідно скасовувалися і пости губернаторів.
Реакція Оджукву послідувала негайно. 30 травня 1967 року Східна провінція була оголошена суверенною Республікою Біафра (на честь однойменної затоки Біафра). Більшість населення провінції, налякане хвилею погромів, вітало це рішення. Так починалася найтриваліша та найкривавіша громадянська війна 1960-х років в Африці. За конституцією Нігерії Східна область мала право на вихід з федерації, але голова військового режиму Я. Говон, не бажаючи втрачати багаті родовища нафти, заявив, що питання буде вирішене силою.
6 червня 1967 року Говон віддав наказ про придушення заколоту та оголосив мобілізацію у північних та західних мусульманських штатах. У Біафрі прихована мобілізація почалася ще до проголошення незалежності. Війська з обох сторін стали підтягуватися до річки Нігер, що перетворилася на лінію збройного протистояння. На початку червня федерали почали блокаду бунтівної території.

### Громадянська війна в Нігерії
6 липня 1967 року почалася операція «Єдиноріг», яка планувалася як коротка поліцейська акція. Командувач урядовою армією полковник (згодом — бригадний генерал) Гассан Кацина оптимістично заявив, що з заколотом буде покінчено «протягом 48 годин». Однак він недооцінив сили повстанців. Наступаючі одразу натрапили на жорстку оборону, і бої набрали затяжного, завзятого характеру. Федеральна армія з півночі двома колонами увійшла на територію Біафри. Перша колона рухалася у напрямку Огугу — Огунга — Нсукка, друга у напрямку Гакем — Обуду — Орікжа. 12 липня 1967 року були захоплені міста Орікжа та Гакем, 14 липня — місто Нсукка.
26 липня 1967 року десант нігерійців захопив нафтопромисли на острівці Бонні за 30 кілометрів від Порт-Харкорта. Внаслідок Біафра втратила основне джерело валютних надходжень. Біафрійці спробували відбити Бонні, але безуспішно. Порт-Харкорт виявився блокований федеральними силами.
10 липня 1967 року біафрійці завдали бомбового удару по аеродрому міста Макурді, 26 липня — по фрегату «Нігерія», який блокував з моря Порт-Харкорт, 12 червня ВПС Біафри здійснили рейд по позиціях урядових військ уздовж Нігера.
У спробах полегшити тиск з півночі 9 серпня мобільна бригада армії Біафри у складі 3000 осіб за підтримки артилерії та бронемашин переправилася на західний берег Нігера, почавши так званий «північно-західний похід».
Спершу наступ розвивався успішно. Біафрійці вступили на територію Середньозахідної області, практично не зустрівши організованого опору, оскільки розквартировані там федеральні війська значною мірою складалися з вихідців з племені ігбо. Деякі частини просто розбіглися або перейшли на бік повстанців. Столиця штату місто Бенін-Сіті здалася без бою через всього десять годин після початку операції. Бунтівники просунулися далеко на захід, дійшовши до міста Оре за 200 кілометрів від столиці Нігерії Лагосу.
На піку військових успіхів радіо Біафри заявило про наміри увійти до столиці Нігерії Лагосу. Намір Оджукву вторгнутися на захід викликав тривогу у політичної еліти йоруба (на чолі з колишнім ув'язненим О. Аволово) і призвів до того, що йоруба поряд з меншинами в усіх областях виступили проти ігбо. 21 червня переможний марш біафрійців було зупинено.
Провівши загальну мобілізацію в густонаселеному столичному регіоні, військове керівництво Нігерії отримало значну чисельну перевагу над супротивником. До початку вересня проти однієї бригади та декількох окремих батальйонів повстанців на західному фронті діяли вже дві дивізії урядових військ. Отримавши колосальну перевагу в живій силі і озброєнні (тут допомогли СРСР та Велика Британія), армія Нігерії перейшла в контрнаступ та відтіснила ворога до міста Бенін.
У цій обстановці військовий адміністратор Біафри Альберт Оконкво 19 вересня проголосив незалежність «Республіки Бенін». 22 вересня 1967 року місто було взято штурмом, після чого біафрійці поспішно відступили на східний берег Нігера. «Північно-західний похід» закінчився на тому ж рубежі, де і починався.
Наприкінці вересня 1967 року велика частина Середньозахідної області була очищена від сепаратистів. Намагаючись схилити чашу терезів на свій бік, повстанці у вересні почали регулярні повітряні нальоти на столицю Нігерії.
12 вересня з боку Нсукка почалося просування армії Нігерії до столиці Енугу, і 4 жовтня вона впала.
Оджукву був змушений перенести свою столицю до міста Юмуахія у центрі країни.
Спроба 12 жовтня 1967 року перетнути Нігер від міста Асаба та захопити місто Оніча коштувала нігерійській федеральній армії більш ніж 5000 солдатів убитих, поранених, захоплених або безвісти зниклих.
18 жовтня після інтенсивного артилерійського обстрілу з бойових кораблів шість батальйонів морської піхоти висадилися в порту Калабар, який захищали один батальйон повстанців та погано озброєні загони цивільної міліції. Одночасно з півночі до міста підійшов 8-й батальйон урядової піхоти. Опір біафпійців, які опинилися між двох вогнів, було зламано, і найбільший морський порт у південній Нігерії перейшов під контроль урядових військ.
Федерали зайняли інші території, не населені ігбо, і до початку 1968 року війна перейшла в позиційну фазу.
У січні 1968 року урядові війська почали наступ з Калабара у напрямку на Порт-Харкорт. Майже чотири місяці повстанцям вдавалося стримувати натиск, але 19 травня місто впало. Біафра втратила останній морський порт і великий аеродром.
Почалася блокада Біафри. Федерали вирізалі цілі селища та провокували масовий голод. Влітку 1968 року по всіх континентах прокотилася потужна кампанія викриття геноциду християн-ігбо. Новини європейських телеканалів починалися з репортажів про жахи війни.
За єдність Нігерії виступили Велика Британія, СРСР, арабські країни; за ігбо заступилися Франція, Іспанія, Португалія, ПАР, Китай, Ізраїль. Оджукву провадив видобуток нафти, достатній для закупівлі зброї та створення мережі контор з вербування найманців. Відношення сил було не на користь ігбо. ООН відмовилася визнати Біафру. У вересні 1968 року Організація Африканської Єдності закликала Біафру відмовитися від ідеї незалежності.
Тим часом Лагос поступово брав гору. У вересні армія Нігерії захопила місто Аба у центрі Біафри. З цього моменту контакти із зовнішнім світом були обмежені нерегулярним повітряним мостом з Екваторіальною Гвінеєю.
Навесні 1969 року біафрійці зробили спробу переламати хід подій. У березні вони завдали контрудар та оточили бригаду нігерійської армії у щойно зайнятому нею місті Оверрі. У квітні Оверрі знову перейшов під контроль Біафри. Проте вже 22 квітня 1969 року під ударами федералів впала столиця Біафри — Юмуахія. 16 червня упав Авгу — головний аеропорт країни. У біафрійців залишилася всього одна злітно-посадкова смуга з твердим покриттям, придатна для зльоту та посадки важких літаків. Ділянка федерального шосе Улі — Іхіала, також відома як «аеропорт Аннабель», стала своєрідним символом незалежності Біафри та одночасно головною метою для урядових військ.
У червні 1969 року Біафра почала відчайдушний наступ проти федералів. Біафрійці були підтримані іноземними найманими пілотами, що продовжували доставляти їжу, медикаменти та зброю. Найвідоміший з найманців був шведський граф Карл Густав фон Розен, який провів повітряні напади з п'ятьма невеликими поршневими літаками, озброєними ракетами та автоматами. З травня по липень його маленький підрозділ здійснював нальоти на нігерійські військові аеродроми у Порт-Харкорті, Енугу, Бенін-Сіті та Угхеллі, зруйнувавши або пошкодивши багато нігерійських літаків. Повітряні напади Біафри дійсно руйнували бойові операції нігерійських повітряних сил, але лише протягом декількох місяців. Влітку 1969 року армія Біафри зробила спробу захоплення аеродрому Оніча, але безрезультатно.
30 червня 1969 року нігерійський уряд заборонив допомогу Червоного Хреста Біафрі, що серйозно обмежило запаси продовольства. У жовтні 1969 року Оджукву звернувся до Організації Об'єднаних Націй з пропозицією про перемир'я. Федеральний уряд відкинув цю пропозицію та закликав до капітуляції Біафри. До цього часу Біафра являла собою крихітний анклав овальної форми площею 2000 км², де виявилися замкненими близько 5 мільйонів осіб.
Падінню Біафри передував широкомасштабний наступ урядової армії під командуванням генерала Обасанджо (майбутнього президента Нігеру). Операція розпочалася 22 грудня 1969 року. Її метою було розсікти двома зустрічними ударами з півночі та півдня територію, що знаходилася під контролем повстанців. До операції залучалися війська загальною чисельністю 180 тисяч осіб з важкою артилерією, авіацією та броньовиками.
Для парирування удару у невизнаної республіки вже не залишалося ні сил, ні коштів. Чисельність армії Біафри становила на той час близько 70 тисяч бійців. У перший же день федерали прорвали фронт, а 25 грудня північне та південне угруповання з'єдналися. Територія повстанців виявилася розсіченою надвоє.
Заключний нігерійський наступ, який було названо «Попутний вітер», було розпочато 7 січня 1970 року. 9 січня 1970 року пав Оверрі, 10 січня захоплена злітна смуга «Аннабель», 11 січня пав Улі. 13 січня 1970 року в місті Амічі відбулася заключна здача сил Біафри.
Генерал Оджукву передав командування над залишками військ своєму заступнику Філіпу Ефіонгу і в ніч з 10 на 11 січня з родиною та кількома членами уряду Біафри втік з країни. 15 січня генерал Ефіонг підписав акт про беззастережну капітуляцію своєї республіки. Громадянська війна закінчилася. Населення Біафри зменшилося на 2 мільйони, більшість з яких померло від голоду (більшість жертв — діти). Область, що вважалася перед війною однією з найрозвиненіших в Африці, була спустошена.
Одумегву Оджукву після багатьох років вигнання був амністований, повернувся до Нігерії та очолював одну з партій, що представляла інтереси ігбо. Ідея незалежності Біафри знову відродилася. На сході Нігерії почав нелегально діяти «Рух за відновлення суверенної держави Біафра» (лідер Ральф Увазуруіке). Рух використовує ненасильницькі методи боротьби і має підтримку серед молоді. Своїм союзником вважає «Рух за звільнення дельти Нігера» (етнічна група іджо).